# Magwe
Magwe – miasto w środkowej Mjanmie, stolica prowincji Magwe. Według danych szacunkowych na rok 2007 liczy 101 337 mieszkańców. Ośrodek przemysłowy.